# Futurum

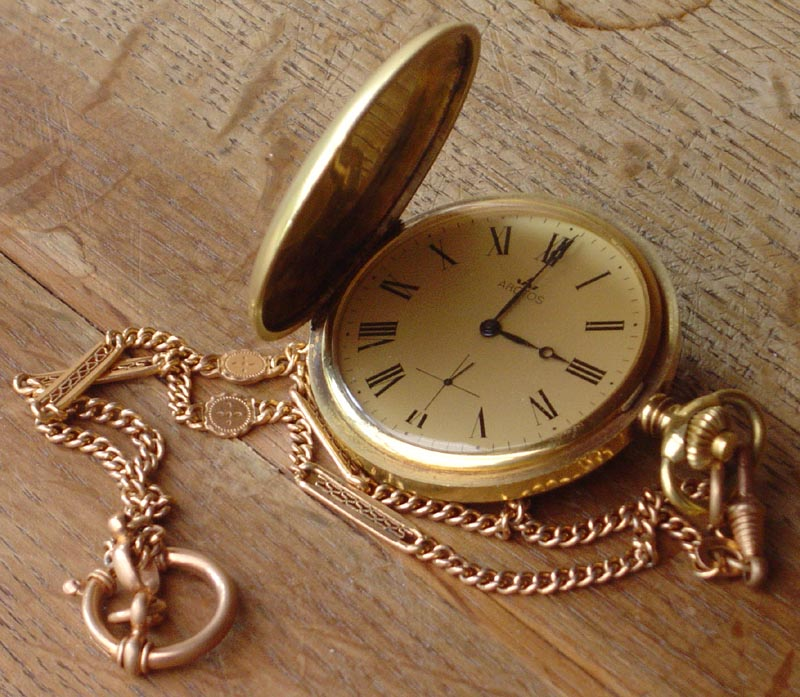
Futurum handlar om sådant som ännu inte inträffat.

Futurum (latin: neutrum av futurus, 'framtida') är ett tempus som beskriver en händelse i framtiden. Den kan bildas genom en böjning av verbet eller med ett hjälpverb. Ibland (som i svenskan) kan även presens användas som en futurumform.

## På svenska
I svenskan används ingen särskild futurumböjning av verbet, utan övriga tempus samt infinitivformer används i olika sammansatta konstruktioner, ofta tillsammans med hjälpverb som ska eller kommer att (till exempel på måndag ska jag göra det, på måndag gör jag det, på måndag har jag gjort det). Dessutom är det vanligt att presens används även i futurumkonstruktioner – exempel: "på tisdag äter jag tidig lunch".
Konstruktioner med ska används också med en betydelse av tvång. Exempel: jag ska bli klar till på lördag.
Konstruktioner för att tala om framtiden i det förflutna kallas futurum preteriti (exempel: när du ringde skulle jag just göra det), konstruktioner för det förflutna i framtiden kallas futurum exaktum (exempel: när vi ses på måndag har jag gjort det), och konstruktioner för det förflutna i förhållande till framtiden i det förflutna kallas futurum exaktum preteriti (exempel: i fredags lovade du att du skulle ha gjort det när vi sågs på måndagen).

## Andra språk

### Germanska språk
Även andra germanska språk saknar i regel futurumböjning av verbet. Futurum görs även där med hjälpverb. I engelskan sker detta med will, shall eller be going to (talspråk: ’m gonna/’re gonna/’s gonna). I tyskan sker det med presens av verbet werden (= bli). I danskan görs det med verbert vil. Konstruktioner med will/shall/vil etc används också med en betydelse av önskan, tvång (precis som i svenskan) eller sannolikhet.

### Latinska språk
I latin och dess dotterspråk (romanska språk) finns ofta flera olika futurumvarianter – med verbböjning eller genom hjälpverb. I latin formuleras exempelvis "jag kommer att älska" som ama-bo och i franskan som j'aim-erai.
Dessutom finns i romanska språk ofta futurumvarianter med hjälpverb. I franskan används kallas sammansättningen av aller (gå) + infinitiv för futur proche (= 'nära framtid'). Denna används för handlingar som är nära förestående.
Motsvarande sammansättning på katalanska används dock för att beskriva någon man (precis) gjort; vaig parlar (= 'jag har talat'; motsvarande franskans je viens de parler). På katalanska finns dels den enkla futurumböjningen, dels sammansatt futurum (futur compost) med hjälpverb. Sammansatt futurum bildas på katalanska genom futurumböjning av verbet haver ('ha'); hauré parlat ('jag kommer att tala' – vid ett särskilt tillfälle).

### Övriga språk
I finsk-ugriska språk uttrycks futurum vanligen med presens. Finskans tulen tekemään-konstruktion har utvecklats som en direkt motsvarighet till svenskans "kommer att göra".